# Manipolo (paramento liturgico)

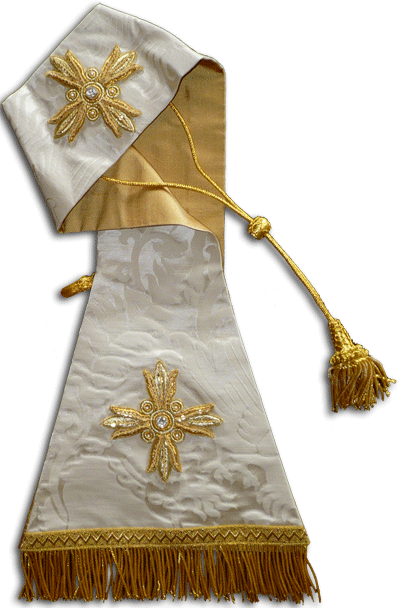
Un manipolo bianco

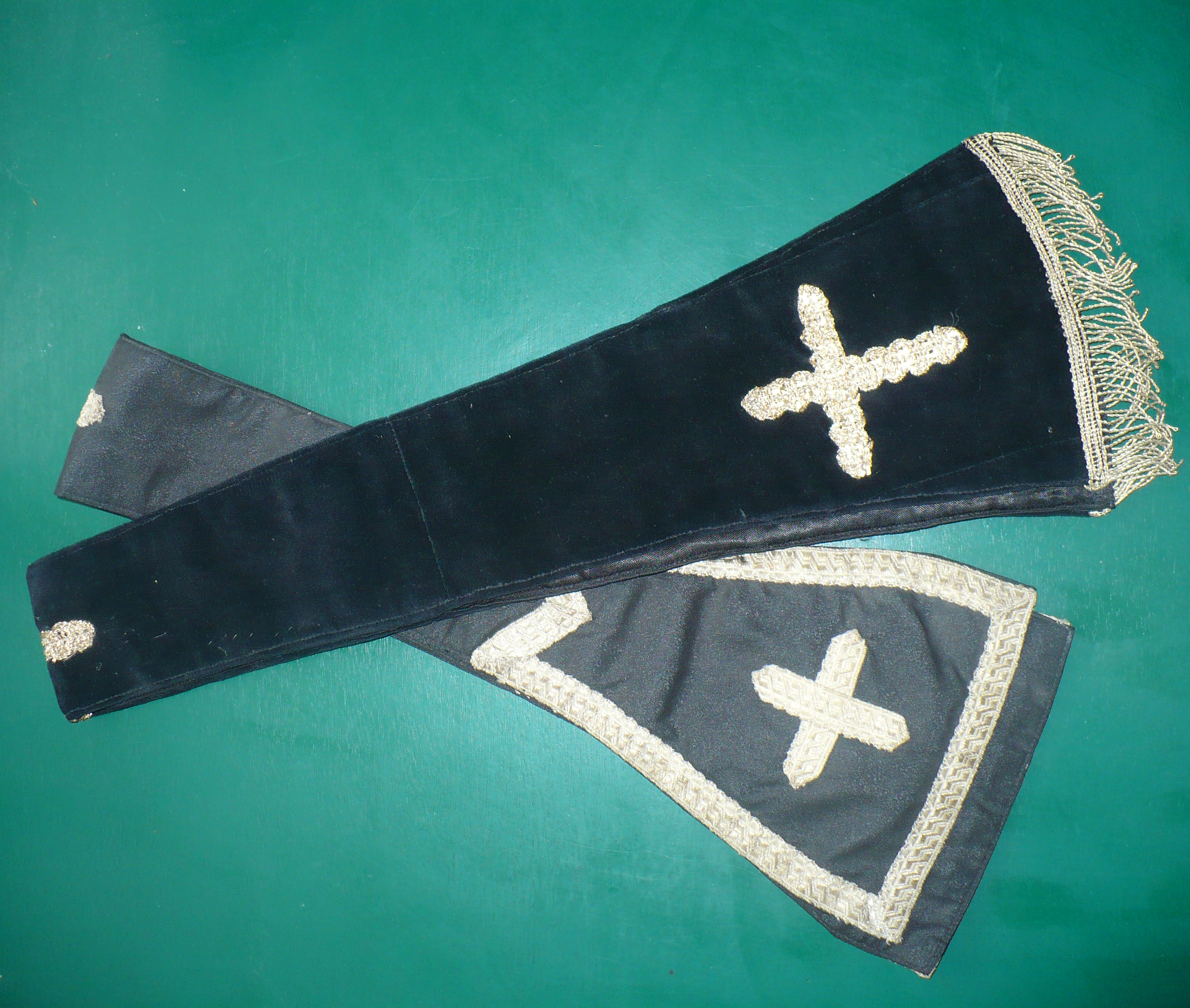
Due manipoli neri

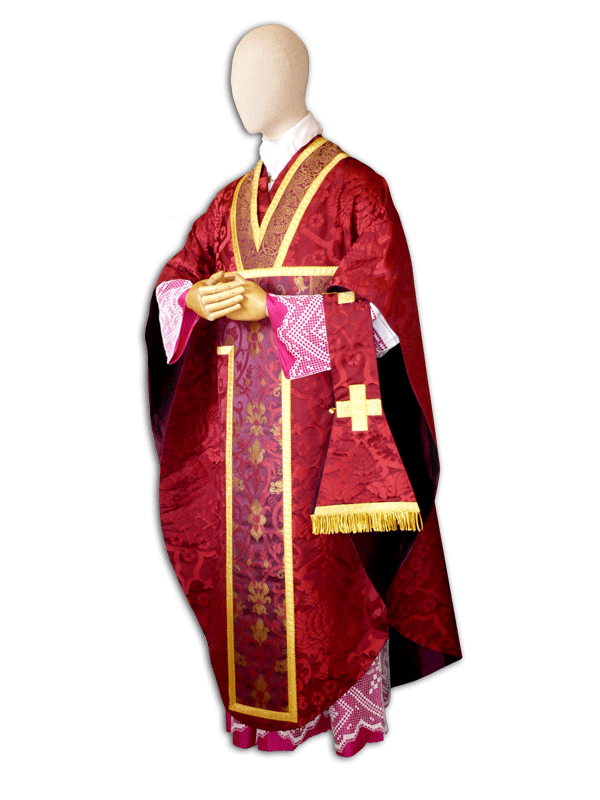
Come viene indossato il manipolo

Il manipolo è un paramento liturgico adoperato nei riti latini della Chiesa cattolica e occasionalmente nei riti anglo-cattolici e luterani. Nella Messa tridentina si usa durante la celebrazione eucaristica e le celebrazioni connesse (benedizione e processione delle palme e veglia pasquale): il vescovo, il presbitero, il diacono ed il suddiacono portano il manipolo sull'avambraccio sinistro in modo che le due bande di cui è composto pendano da entrambe le parti. Nel rito lionese è portato anche dai ministri inferiori.
Il manipolo è consegnato dal vescovo nelle ordinazioni dei suddiaconi. Viene consegnato, insieme alla stola, anche a quelle monache certosine che sono consacrate vergini e però è da esse indossato sull'avambraccio destro, mentre la stola è indossata con le due bande diritte, come usano i sacerdoti; si tratta, secondo alcuni, di un residuo dell'antico ordine delle diaconesse,  connesso ad alcune funzioni liturgiche: canto del Vangelo e distribuzione della Comunione.

## Descrizione ed utilizzo
Il manipolo è dello stesso tessuto e colore degli altri paramenti liturgici. Simile alla stola, è di lunghezza minore (circa un metro). È piegato a metà e tenuto fermo da due nastri annodati o da un fermaglio. Il manipolo presenta tre croci, due alle estremità ed una al centro.
Il manipolo non si usa mai col piviale. Nel vetus ordo del rito romano e del rito ambrosiano è prescritto che il vescovo indossi il manipolo dopo la recita delle preghiere ai piedi dell'altare. Il sacerdote indossa il manipolo dopo il cingolo e prima della stola, il diacono e il suddiacono, rispettivamente, dopo la dalmatica o la tunicella.

## Storia
Il manipolo deriva da un fazzoletto (mappa o mappula) che nella Roma antica le alte cariche dello Stato, come i consoli, tenevano in mano quale ornamento quando erano in abiti da cerimonia, come appare nei dittici consolari.
Successivamente, il manipolo è passato a far parte dei paramenti dei ministri sacri della Chiesa. Il Liber Pontificalis, nella vita dei papi Silvestro I (314-24) e Zosimo (417-18), cita l'uso di un manipolo diaconale detto "pallium linostimum", dato a titolo di onore al diacono, il quale lo portava nella mano sinistra. Il manipolo del Papa è ricordato nell'Ordo Romanus I: gli veniva consegnato per dare il segno di cominciare il canto d'Introito. Il manipolo del suddiacono è ricordato nell'Ordo Romanus VI; talvolta, come attesta l'Ordo Romanus V, anche gli accoliti usavano il manipolo ma non in mano, bensì in sinistro latere ad cingulum. Il manipolo inizialmente era una prerogativa del clero romano, ma da papa san Gregorio Magno († 604), per le insistenze di Ravenna, fu concesso anche al primo diacono della cattedrale di quella città. Nel secolo IX il manipolo si trova in uso dappertutto nell'Occidente. Lo usavano anche i monaci cluniacensi nelle feste, ma in seguito l'uso venne riservato ai monaci che avessero ricevuto gli ordini maggiori (dal suddiaconato in su).
Il manipolo veniva portato nella mano sinistra fino ad oltre il 1100, come attestato in Roma in un affresco del secolo XI della basilica di San Clemente al Laterano; verso il secolo XII si cominciò a fissare il manipolo sull'avambraccio. Il manipolo mantenne la forma di fazzoletto oltre il secolo IX; in seguito, prese la forma di una striscia o fascia ripiegata su se stessa; verso la fine del secolo XIV divenne corrente la forma che ha mantenuto fino ad oggi. Inizialmente confezionato in lana, successivamente venne usata la seta; alle estremità veniva ornato con frange, talvolta campanelli, ricami o trame in oro.
Il manipolo è consegnato durante il rito dell'ordinazione suddiaconale.
Poiché si suppone che la mappula, in origine, fosse utilizzata per detergere il viso da lacrime e sudore, gli allegoristi videro nel manipolo il simbolo delle fatiche del sacerdozio e questa interpretazione fu recepita nelle preghiere per la vestizione dei paramenti prima della santa Messa, che, Ad Manipulum, recitano:
(Preghiera Ad Manipulum)
L'uso del manipolo veniva mantenuto in tutti gli altri gradi del sacramento dell'Ordine (diaconato, presbiterato, episcopato).
Il suo uso è stato reso facoltativo nel rito romano nel 1967, con la seconda Istruzione per la retta applicazione della Costituzione sulla Sacra Liturgia, Tres abhinc annos.
Le edizioni del Messale Romano a partire da quella del 1970 non ne fa menzione alcuna.
Fino a papa Giovanni XXIII il manipolo fece inoltre parte dei paramenti sacri dei quali doveva essere rivestita la salma del papa per essere esposta all'ultimo saluto dei fedeli, in quello che un tempo era noto come "bacio del piede". A partire da papa Paolo VI, artefice di una semplificazione delle esequie pontificie, esso non è stato più impiegato.